# Darren Trumeter
Darren Trumeter Jr. (nacido el 9 de noviembre de 1979 en Dallas, Texas, Estados Unidos), es un actor, comediante y escritor estadounidense y uno de los cinco miembros del grupo de comedia, The Whitest Kids U' Know. Trumeter creció en una familia militar y vivió en diferentes lugares incluyendo Alemania. El conoció a un amigo, que pertenecía a WKUK, Zach Cregger, en un set de filmación de una película independiente y se unió al grupo, cuando Zach le propuso pertenecer al mismo. El estudio drama en la Universidad de Texas.

## Filmografía
| Año         | Título                   | Rol                           | Notas                                             |
| ----------- | ------------------------ | ----------------------------- | ------------------------------------------------- |
| 2007 - 2012 | The Whitest Kids U' Know | Varios                        | 79 episodios, Actor, Escritor, Creador, Productor |
| 2008        | Hardly Working           |                               | Corto para televisión                             |
| 2008        | Z Rock                   | Kidtastic                     | 1 episodio                                        |
| 2011        | The Civil War on Drugs   | Doug / Robert E. Lee / Varios | Escritor, productor, soundtrack                   |